# La modelo de la calle Florida
La modelo de la calle Florida es una película de Argentina en blanco y negro  dirigida por Julio Irigoyen y producida en 1939.

## Reparto

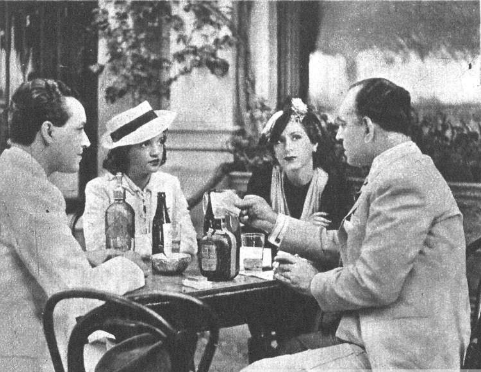
Ellas son, Yaya Palau y Laura Nelson; ellos, Arturo Sánchez y Enrique del Cerro. La escena corresponde a "La modelo de la calle Florida", que se anuncia como exponente de la elegancia y de la gracia que, según algunos, abunda en aquella calle.

- Laura Nelson
- Arturo Sánchez
- Enrique Vico Carré
- Yaya Palau
- Aurelia Musto

## Producción
El filme fue producido por Buenos Aires Film, una empresa dirigida por Julio Irigoyen que se caracterizaba por producir filmes clase “C” de muy bajo presupuesto y poca calidad artística, que en general eran historias con los  personajes característicos de la ciudad: guapos prostitutas, cantores de tango, jugadores en oscuros cafetines, hipódromos y salones aristocráticos. La mayoría eran películas de gauchos o típicamente porteñas, con tango o con canciones de tierra adentro. Es dificultoso acceder a información sobre esas películas, en primer lugar porque una parte no se estrenó en Buenos Aires sino en las provincias del interior de Argentina y también en otros países de América Latina, en segundo término porque Irigoyen no conservaba los negativos y en tercer lugar por el escaso interés que tenía por ellas la prensa especializada.